# Archivo Pacheco

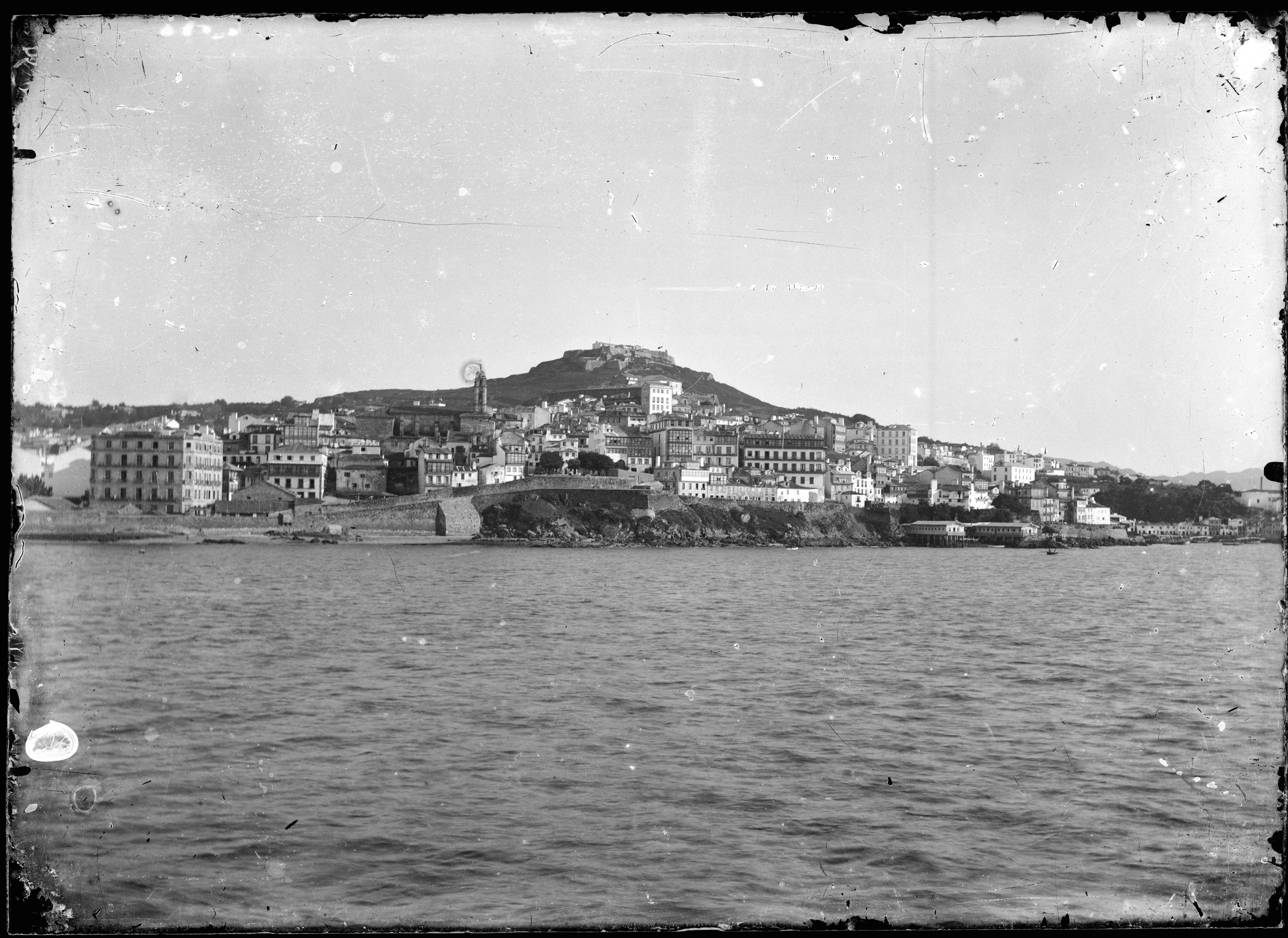
Fotografía de Vigo tomada por Filippo Prosperi en 1895.

El Archivo Fotográfico Pacheco es una colección fotográfica recopilada en su mayor parte por Jaime de Sousa Guedes Pacheco entre 1915 y 1981, y que está instalada en la Casa de las Artes de Vigo.

## Características
Los orígenes se remontan a 1870 con el trabajo del italiano Filippo Prosperi y su esposa, Cándida Otero, quien se asoció en 1906 con el portugués Jaime de Sousa Guedes Pacheco. A partir de 1915 el negocio arrancó como "Fotografía Pacheco" y el estudio desarrolló su trabajo hasta que cerró en el año 1994.
Los fondos recogen más de 120.000 fotografías que comprenden los trabajos de estudio hechos por Jaime Pacheco, reportajes en el exterior hechas por su sobrino, Horacio, y las imágenes tomadas por su hijo Jaime Pacheco, que quedó al frente del estudio, con su hermano Alberto, luego de la muerte del padre en 1954.

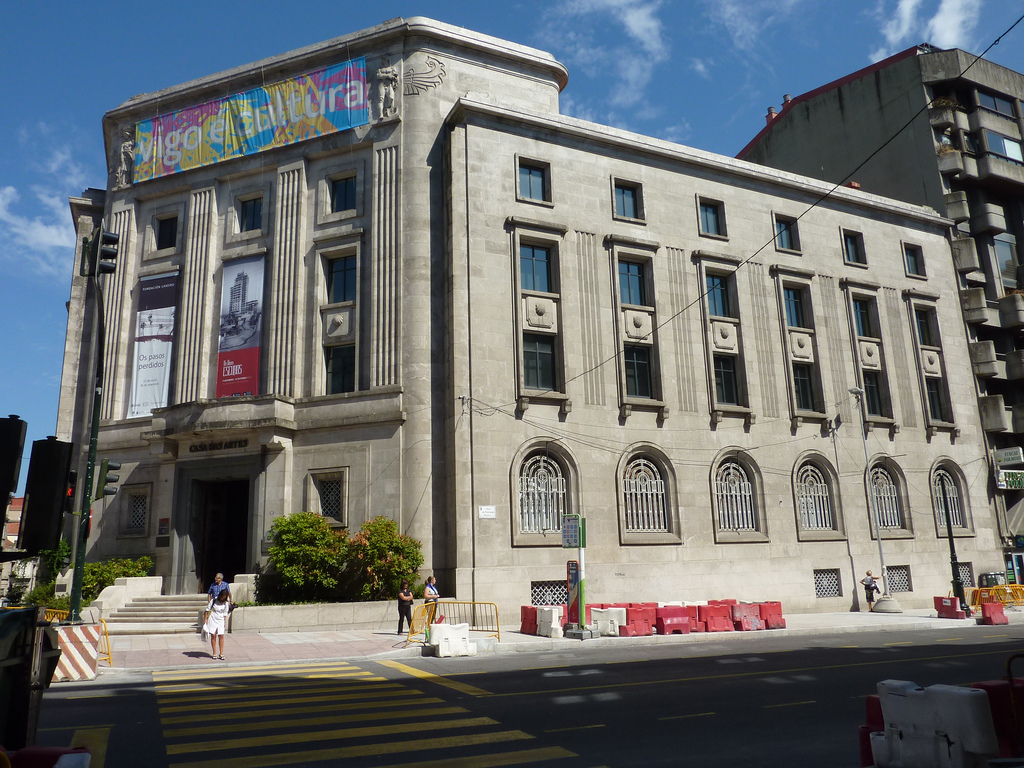
Fachada de la Casa de las Artes de Vigo, en el cual se guarda el archivo fotográfico.

El archivo contiene imágenes de la arquitectura y calles de la ciudad de Vigo, escenas de la vida política de las distintas etapas, del trabajo industrial de principios del siglo XX, de la vida social de la ciudad a través de las modas y de las costumbres, de los deportes, del desarrollo industrial de la década de 1960 y de la vida cotidiana. En 1991 el ayuntamiento de Vigo adquirió estos fondos a la familia.